# Aimo Mäkinen
Temple de la renommée finlandais : 2004
Aimo Paavali Mäkinen (né le 9 juin 1924 à Helsinki, en Finlande — mort le 22 mars 2003 à Helsinki) est une personnalité du hockey sur glace finlandais. En 1967, il fonde le Jokerit puis occupe le poste de vice-président de la ligue de hockey finlandaise de 1975 à 1976. En 2004, il est intronisé comme bâtisseur au Temple de la renommée du hockey finlandais.